# Roger Peyrefitte

Firma di Roger Peyrefitte

Roger Peyrefitte (Castres, 17 agosto 1907 – Parigi, 5 novembre 2000) è stato un diplomatico, scrittore e attivista francese.

## Biografia
Nasce da una famiglia dell'alta borghesia del Sud-Ovest della Francia. Peyrefitte ha sostenuto di essere un cugino di Alain Peyrefitte, parentela smentita da quest'ultimo. Compie studi presso un prestigioso liceo retto da religiosi.
Nel 1930 supera il concorso per entrare nella diplomazia. Tra il 1933 e il 1938, è segretario d'ambasciata ad Atene. Successivamente presta servizio al Ministero degli Esteri a Parigi. Durante il Regime di Vichy svolge incarichi diplomatici, per i quali sarà poi accusato di collaborazionismo dopo la Liberazione, con conseguente sospensione dalle funzioni. Nel procedimento di epurazione sarà interamente prosciolto, ma in seguito a questa disavventura decide di dedicarsi a tempo pieno alla narrativa.
Profondamente legato allo scrittore Henry de Montherlant, finirà per rompere con quest'ultimo, scrivendo anche cose spiacevoli sul suo conto. Abituato a intingere la penna nel vetriolo, polemizzerà duramente con François Mauriac, da lui descritto come un sepolcro imbiancato. Ma una connotazione costante dello stile di Peyrefitte è di modificare radicalmente opinione sull'oggetto dei suoi strali. Ad esempio, dopo aver disprezzato Charles de Gaulle quando era in vita, dopo la sua morte finirà per rivalutarlo. Adottò il suo segretario, l'aristocratico Alain Philippe Malagnac, marito della cantante Amanda Lear.
Peyrefitte muore a Parigi il 5 novembre 2000, a 93 anni, per complicazioni legate alla malattia di Parkinson.

## L'opera
Roger Peyrefitte era apertamente omosessuale. I suoi romanzi, intrisi di gusto poetico misto ad un forte contenuto polemico e provocatorio, ottennero grandi successi di vendite e suscitarono furibonde polemiche nell'opinione pubblica (si veda: Claude Courouve, La querelle Peyrefitte-Mauriac (1964).
Lo scrittore esordì con Le amicizie particolari, un romanzo a tinte autobiografiche, del 1943, che racconta l'amore, fortemente ostacolato dalle famiglie, tra un quindicenne (Peyrefitte stesso) e un dodicenne, in un Collegio religioso. Dal libro sarà tratto l'omonimo film di Jean Delannoy del 1964. Il romanzo, senz'altro il più riuscito dello scrittore, gli valse il Premio Renaudot.
Tutta l'opera di Peyrefitte insiste sui problemi morali e di costume e fa leva su un tono scandalistico, soprattutto nei numerosi pamphlet. Attaccò, ad esempio, il Vaticano ne Le chiavi di San Pietro, del 1955, e rivelò gli scandali economici e sessuali nel mondo della diplomazia con Le ambasciate, del 1951. Scrisse anche L'esule di Capri, una biografia romanzata del barone Jacques d'Adelswärd-Fersen. Anche la massoneria (Il Grande Oriente) e perfino i suoi connazionali (I francesi) finirono nel mirino di Peyrefitte.
Resta famosa la polemica causata dall'affermazione della omosessualità di papa Paolo VI. Peyrefitte affermò che Giovan Battista Montini, quando era arcivescovo di Milano aveva amato l'attore Paolo Carlini, in omaggio al quale aveva assunto il nome di Paolo VI. La domenica delle Palme del 1976 Paolo VI denunciò "Le cose calunniose e orribili che sono state dette sulla mia santa persona...". In tutto il mondo furono organizzate veglie di preghiera per il Papa.
Si orientò anche verso saggi storico-politici con Alexandre le Grand (1981), Voltaire, sa jeunesse et son temps (1986), Réflexions sur De Gaulle (1992).
Negli anni Ottanta tornò al romanzo con L'illustre écrivain (1982), La soutane rouge (1983) e Retours en Sicile (1993).
Anche se il valore dei suoi lavori non raggiunge quello di scrittori come Oscar Wilde, André Gide, Jean Genet o Jean Cocteau, Peyrefitte rappresentò insieme a loro l'avanguardia di un movimento di scrittori omosessuali che parlarono di sé senza maschere.
In un'intervista rilasciata nel 1991 disse di voler essere ricordato come
Taormina è stata tra le sue mete preferite e qui ha scritto negli anni Cinquanta diciassette dei suoi romanzi."«Scelsi, per assicurare la tranquillità del mio lavoro, una casa in via Rotabile Castelmola, all’estremità della città, dal lato della montagna.... Avevo, inoltre, la vicinanza di un bosco di cipressi, nel quale andavo a lavorare a mio piacimento, avendo tutta un’attrezzatura a tal uopo: un sacco a pelo che stendevo per terra, un cuscino per appoggiarmi al fusto di un albero vicino e che aspirava con la lingua gocce di resina: era la Sicilia del tempo degli dei". Il piccolo boschetto di cipressi è ancora intatto in tutta la sua bellezza e fa parte del Grande Giardino Storico di Casa Cuseni, edificio monumentale che ha ospitato l'artista.

## Opere

### In francese
Lista delle opere principali in ordine cronologico:
- Les Amitiés particulières (romanzo), Jean Vigneau, 1944.
- Mademoiselle de Murville (romanzo), Jean Vigneau, 1947
- Le Prince des Neiges (dramma in tre atti), Jean Vigneau, 1947
- L'Oracle (romanzo), Jean Vigneau, 1948 (edizione définitiva nel 1974)
- Les Amours singulières (romanzo), Jean Vigneau, 1949
- La Mort d'une mère (romanzo), Éd. Flammarion, 1950
- Les Ambassades (romanzo), Éd. Flammarion, 1951
- Les Œuvres libres - Roger Peyrefitte, ecc. Éd. Arthème Fayard, 1951.
- Du Vésuve à l'Etna, Éd. Flammarion, 1952
- La Fin des ambassades (romanzo), Éd. Flammarion, 1953
- Les Amours de Lucien de Samosate (traduzione dal greco di Luciano di Samosata), Éd. Flammarion, 1954
- Les Clés de saint Pierre (romanzo), Éd. Flammarion, 1955
- Jeunes proies (romanzo), Éd. Flammarion, 1956
- Chevaliers de Malte (saggio storico romanzato), Éd. Flammarion, 1957
- L'Exilé de Capri (romanzo), Éd. Flammarion, 1959
- Le Spectateur nocturne (dialogo drammatico), Éd. Flammarion, 1960
- Les Fils de la Lumière, studio sulla massoneria, Éd. Flammarion, 1961
- La Nature du prince (romanzo), Éd. Flammarion, 1963
- Les Secrets des conclaves,  Éd. Flammarion, 1964
- Les Juifs, Éd. Flammarion, 1965
- Notre amour, Éd. Flammarion, 1967
- Les Américains (romanzo), Éd. Flammarion, 1968
- Des Français (romanzo), Éd. Flammarion, 1970
- La Coloquinte (romanzo), Éd. Flammarion, 1971
- Manouche, récit, Éd. Flammarion, 1972
- L'Enfant Amour (saggio), Éd. Flammarion, 1972
- Un musée de l'amour (libro d'arte, illustrazioni di Marianne Haas), Éd. du Rocher, 1972
- La Muse garçonnière (traduzione dal greco di testi dell'Antologia palatina), Éd. Flammarion, 1973
- Tableaux de chasse, ou la vie extraordinaire de Fernand Legros (romanzo), Éd. Albin Michel, 1976
- Propos secrets (tome 1) (memorie), Éd. Albin Michel, 1977
- Trilogia su Alessandro Magno, Éd. Albin Michel:
  - I. - La Jeunesse d'Alexandre, 1977
  - II.  - Les Conquêtes d'Alexandre, 1979
  - III. - Alexandre le Grand, 1981
- Propos secrets (tome 2) (memorie), Éd. Albin Michel, 1980
- L'Enfant de cœur, récit, Éd. Albin Michel, 1978
- Roy (romanzo), Éd. Albin Michel, 1979
- L'Illustre Écrivain,  Éd. Albin Michel, 1982
- Henry de Montherlant - Roger Peyrefitte - Correspondance: (1938-1941) (epistolario), presentazione e note di R. Peyrefitte e Pierre Sipriot, Éd.  Robert Laffont, 1983.
- La Soutane rouge, Éd. du Mercure de France, 1983
- Doucet Louis, raconté par... photographies par Rosine Mazin, Éd. Sun, 1985
- Voltaire, sa jeunesse et son temps (biografia), Éd. Albin Michel 1985
- Voltaire et Frédéric II (biografia), Éd. Albin Michel, 1992
- Réflexions sur De Gaulle, Paris, Éd. Régionales, 1991
- Le Dernier des Sivry (romanzo), Éd. du Rocher, Monaco, 1993
- Retour en Sicile, Éd. du Rocher, Monaco, 1996

### Traduzioni in italiano
- Le amicizie particolari, trad. di G. Natoli, Einaudi, Torino 1948.
- Mademoiselle de Murville, Longanesi & C., Milano 1958.
- Le prince des neiges, dramma in 3 atti, Jean Vigneau 1947.
- L'oracolo, Longanesi, Milano 1959.
- Eccentrici amori, tr. it. di Maria Lilith, Longanesi, Milano 1967.
- La morte di una madre, Einaudi, Torino 1966.
- Le Ambasciate, tr. it. di Sestilio Montanelli, Longanesi, Milano 1953 (ristampa: Idem, ivi, 1967).
- Dal Vesuvio all'Etna, Leonardo Da Vinci, Bari 1954.
- La fine delle ambasciate, tr. it. di Antonio Fini, Longanesi, Milano 1953.
- Le chiavi di San Pietro, Longanesi, Milano 1957, 1958.
- Giovani prede, tr. it. di Carlo Orsolini, Longanesi, Milano 1957.
- I cavalieri di Malta, Longanesi, Milano 1957.
- L'esule di Capri, Longanesi, Milano 1959 e La Conchiglia, Capri 2003.
- Il Grande Oriente, Longanesi, Milano 1962.
- Lo spettatore notturno, Longanesi, Milano 1962.
- La natura del Principe, Longanesi, Milano 1964.
- Gli ebrei, Longanesi, Longanesi, Milano 1966.
- Il nostro amore, L'Airone, Roma 1970 e 1998.
- Gli americani, Longanesi, tr. it. di Maria Vasta Dazzi, Longanesi, Milano 1970.
- I francesi, Longanesi, Milano 1972.
- Manouche, Longanesi, Milano 1972.
- Scene di caccia: la vita straordinaria di Fernand Legros, Garzanti, Milano 1978.
- Le chiavi di San Pietro, Urania Editoriale, Milano 2010.